# ميخائيل زيغار
ميخائيل زيغار (بالروسية: Михаил Викторович Зыгарь)‏ (ولد في 31 كانون الثاني / يناير 1981) وهو صحفي وكاتب ومخرج روسي، ورئيس التحرير المؤسس لقناة التلفزيون الروسية المستقلة الوحيدة (Dozhd) خلال (2010-2015)، في ظل قيادة زيجار وفر دوجد بديلاً للقنوات التلفزيونية الفيدرالية التي يسيطر عليها الكرملين بالتركيز على محتوى الأخبار وإعطاء منصة لأصوات المعارضة. كانت تغطية القناة للقضايا الحساسة سياسياً، مثل احتجاجات الشوارع في موسكو في عامي 2011 و 2012 بالإضافة إلى الصراع في أوكرانيا، مختلفة بشكل كبير عن التغطية الرسمية من محطات التلفزيون الوطنية الروسية. زيغار هو أيضا مؤلف كتاب " كل رجال الكرملين" ، تاريخ روسيا في بوتين ، استنادا إلى مقابلات مع سياسيين روس من الدائرة الداخلية لبوتين. أصبح الكتاب من أكثر الكتب مبيعا في روسيا.

## حياته
ميخائيل زيغار ولد في موسكو، 31 يناير 1981. اشتهر كمراسل حرب لصحيفة كورمسانت، أكثر صحيفة روسية لها نفوذ بتغطية الحرب في العراق ولبنان، الإبادة الجماعية في دارفور والثورة في غرقيزستان . في مايو 2005 كان زيغار الصحفي الدولي الوحيد الذي يقدم تقارير من أوزبكستان أنديجان (مذبحة أنديجان) . بعد ذلك حقق مع إمدادات الأسلحة الروسية إلى أوزبكستان. في أغسطس 2005 تعرض للضرب المبرح على يد رجال مجهولين في موسكو، يُفترض أنهم عملاء أمن أوزبكيون.
في عام 2010 ، أصبح زيغار أول رئيس تحرير (مؤسس) لقناة (Dozhd)، أول قناة تلفزيونية مستقلة في روسيا منذ 10 سنوات. ارتفع ظهور دوجد في عام 2011 بتغطيته للاحتجاجات الجماهيرية ضد فلاديمير بوتين. نظم زيغار تغطية حية لجميع مسيرات الاحتجاج، والتي تم تجاهلها إلى حد كبير من قبل التلفزيون المملوك للدولة. دعا (Vice News Zygar) وفريقه "آخر الصحفيين في روسيا" .